# Zihui
El Zìhuì de 1615 es un diccionario chino editado por el erudito de la dinastía Ming Mei Yingzuo (梅膺祚). 
Es famoso por introducir dos innovaciones lexicográficas que aún se siguen usando en la actualidad: el sistema de 214 radicales para indexar caracteres chinos, que reemplazó al sistema de 540 radicales del diccionario clásico Shuowen Jiezi, y el método de clasificación por radicales y trazos. El escolar Zou Feng (邹酆) listaba cuatro innovaciones de formato que Mei Yingzuo estableció en el Zihui.

## Título
El título del diccionario combina zì 字 "carácter" y huì 彙 "reunir". Las primeras formas del carácter huì 彙 representaban un "erizo" (wèi 猬), y se tomó prestado como un carácter de préstamo fonético para la palabra huì 匯 "reunir; colección", los cuales, en caracteres simplificados, son汇. En chino moderno, zìhuì 字匯 o 字彙 significa "glosario; léxico; vocabulario o conjunto de caracteres (informática)" (Wenlin 2016).
Las traducciones de Zihui incluyen "Compendio de caracteres", "Colección de caracteres", "Diccionario completo de caracteres chinos", y "Tesoro de caracteres".

## Texto

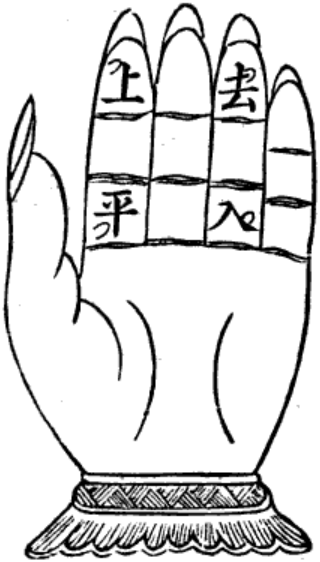
Representación tradicional de las cuatro clases tonales en una mano.

El Zihui consta de 14 volúmenes (巻), con un formato exhaustivo e integrado que siguieron muchos diccionarios chinos posteriores.
El volumen 1 contiene las páginas iniciales, incluido el prefacio de Mei Yingzuo fechado en 1615, la guía de estilo y los apéndices. Por ejemplo, "secuencias de trazos" muestra el orden correcto de los trazos, lo cual es útil para los estudiantes, "formas antiguas" utiliza estilos de escritura chinos antiguos para explicar las seis categorías de caracteres chinos y el "índice de caracteres difíciles" enumera glifos cuyos radicales son difíciles de identificar. 
El volumen 14 abarca las páginas finales, con tres apéndices principales. "Diferenciación" enumera 473 caracteres con formas similares pero diferentes pronunciaciones y significados, como 刺 y剌 o 段 y 叚. "Rectificación" corrige malentendidos de 68 caracteres comúnmente utilizados en libros impresos contemporáneos. "Rimas" proporciona tablas de rima destinadas a explicar los cuatro tonos del chino medio y las glosas de pronunciación fanqie.  Nótese que la imagen de arriba de los primeros diccionarios Zihui muestra la representación manual tradicional de las cuatro clases de tonos.
El cuerpo principal del diccionario Zihui está dividido en 12 volúmenes (2-13) llamados ji (集, colecciones) y numerados según las doce Ramas Terrenales. Cada uno comienza con un diagrama cuadriculado que muestra todos los radicales incluidos en el volumen y sus números de página. Esta guía de referencia de los volúmenes hizo que la búsqueda de caracteres fuera más cómoda que en los diccionarios anteriores. 
El Zihui incluía 33.179 entradas caracteres principales, la mayoría de las cuales eran del Hongwu zhengyun (洪武正韻, Diccionario Hongwu de rimas estándar) de Song Lian de 1375. Las entradas incluían caracteres comunes utilizados en clásicos chinos y algunos caracteres populares o no estándar (súzì 俗字), tanto contemporáneos como antiguos. Mei Yingzuo hizo que su diccionario fuera más accesible para el público alfabetizado utilizando la forma actual de caracteres en escritura regular. A partir del Shuowen jiezi, los diccionarios chinos anteriores se organizaban según los radicales escritos en la obsoleta escritura del sello. 

## enlaces externos
- 字彙, Zihui, Internet Archive (en chino)
- 字彙補, Zihui bu, Proyecto de texto chino (en chino)
- Los 214 radicales 部首, ChinaKnowledge

- Datos: Q10944566
- Multimedia: Zihui / Q10944566